# Coiffure homonyme
Cet article concerne la coiffure parfois qualifiée simplement d'« homonyme ». Pour les autres sens, voir Homonyme (homonymie).

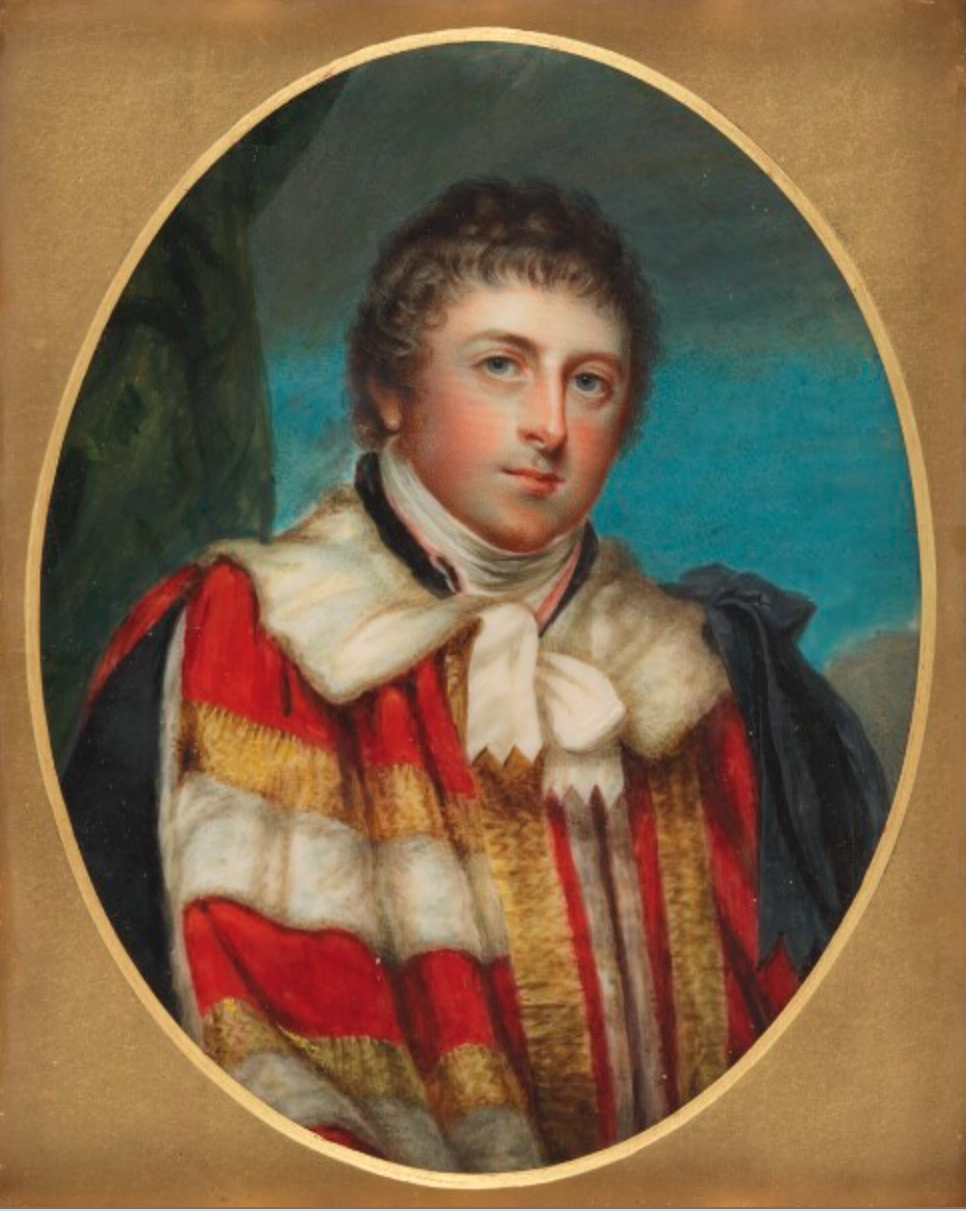
Francis Russell, cinquième duc de Bedford, auteur de coupe courte et non poudrée Bedford Crop en 1795, sans doute la plus influente innovation en coiffures : les cheveux des hommes sont majoritairement restés courts depuis.

Une coiffure homonyme est une coiffure à la mode de son époque du fait de la popularité de la première personne à l'avoir portée. Cette coupe porte le nom de la personne ou reste parfois simplement identifiée à la personne.

## Coiffures féminines

Louise Brooks et son bob, c. 1928.

### Les «wannabe»
L'imitation de ces styles peut parfois être attribuée à ce qui est connu dans les années 1980 sous le terme « wannabe », utilisé en particulier pour les jeunes femmes qui voulaient imiter (c'est-à-dire want to be, « voulant être », donnant "wannabe" en anglais populaire) la chanteuse Madonna. Une étude de 2010 portant sur les femmes britanniques a révélé que la moitié d'entre elles avait apporté une photo d'une célébrité à leur salon de coiffure pour demander une coiffure semblable.
La quête du style d'une célébrité a été caricaturée dans le roman Bergdorf Blondes de Plum Sykes (2004), dans lequel circule une rumeur selon laquelle l'héritière de Julie Bergdorf se faisait teindre les cheveux tous les treize jours (« 450 $ pour un éclaircissement ») par un styliste au magasin familial, Bergdorf Goodman.

### Louise Brooks
L'une des plus anciennes coiffures homonymes reste la « coupe à la Jeanne d'Arc ». Elle est réadaptée au début du XXe siècle et participe au succès du coiffeur Antoine : le carré Louise Brooks (décrit par les studios Paramount  vers 1927 comme « coupe au carré » de l'« ère garçonne ») est emblématique pour son succès ; il fut reproduit par Cyd Charisse dans le film Chantons sous la pluie (1952), par Melanie Griffith dans Dangereuse sous tous rapports (1986), et par Rose McGowan dans The Doom Generation (1995). Vers 1923, l'actrice Colleen Moore fut probablement la première à y être associée. Quatre-vingts ans plus tard, le terme fait encore partie du lexique de la mode : « Avec son bob à la Louise Brooks comme marque de fabrique [...] Jean Muir a construit une carrière comme l'une des plus grandes designers de Grande-Bretagne ».

### Années 1950 et 1960

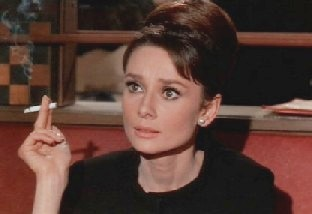
Audrey Hepburn dans Charade en 1963.

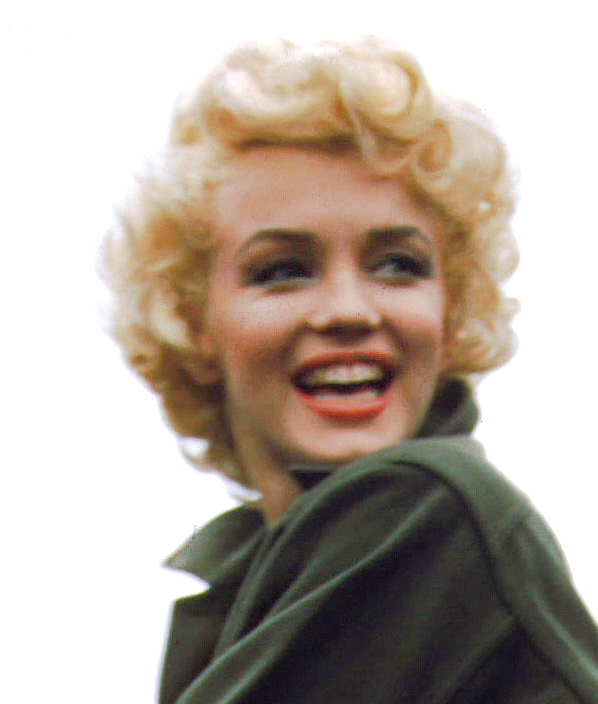
Marilyn Monroe en 1954.

Le « look Audrey Hepburn », associé depuis les années 1950 à l'actrice anglo-néerlandaise de cinéma, doit son succès principalement à la tenue chic de Hepburn elle-même (un facteur identifié par Edith Head) et aux dessins du couturier français Hubert de Givenchy. Bien que n'ayant jamais été strictement homonymes, les coiffures de Audrey Hepburn, et en particulier celles dans les films Sabrina en 1954 (court avec une frange sur le front) et Diamants sur canapé en 1961 (tirée en arrière, et délicatement rassemblés autour du chignon) ont été largement copiées. L'historien Dominic Sandbrook écrit que les « gamines à jersey noir avec les coiffures d'Audrey Hepburn » présidaient les bars à café britanniques au milieu des années 1950. Non homonymes également mais ayant marqué l'époque et identifiables à une personne, la coupe courte de Jean Seberg dans À bout de souffle, celle faite « maison » par Patti Smith ou encore celle de la chanteuse de Blondie.
Marilyn Monroe a introduit le platine, qu'elle a porté durant toute sa carrière. Cette coiffure a été baptisée Marilyn. Dans les années 1960, l'emblématique Pixie cut de Vidal Sassoon portée par Mia Farrow dans Rosemary's Baby, puis la coupe, raie très basse sur le côté et mèche plaquée, du coiffeur Leonard Lewis pour le modèle Britannique Lesley Lawson a été appelée Twiggy d'après son surnom,.
D'autres coupes « gamines » courtes ont attirée de nombreux imitateurs, incluant Jane Fonda dans son rôle de la call-girl Bree Daniels dans le film Klute (1971) coiffée par Paul McGregor, et qui l'actrice Keira Knightley en 2005 en version plus longue et plus shaggy que celle d'Audrey Hepburn. Le style Fonda, qui a été immortalisé par les photographies prises à la suite de son arrestation pour agression d'un agent de police à l'aéroport de Cleveland en 1970 fut, parfois même 30 ans plus tard, appelée « Klute shag ».

### Années 1970 et 1990

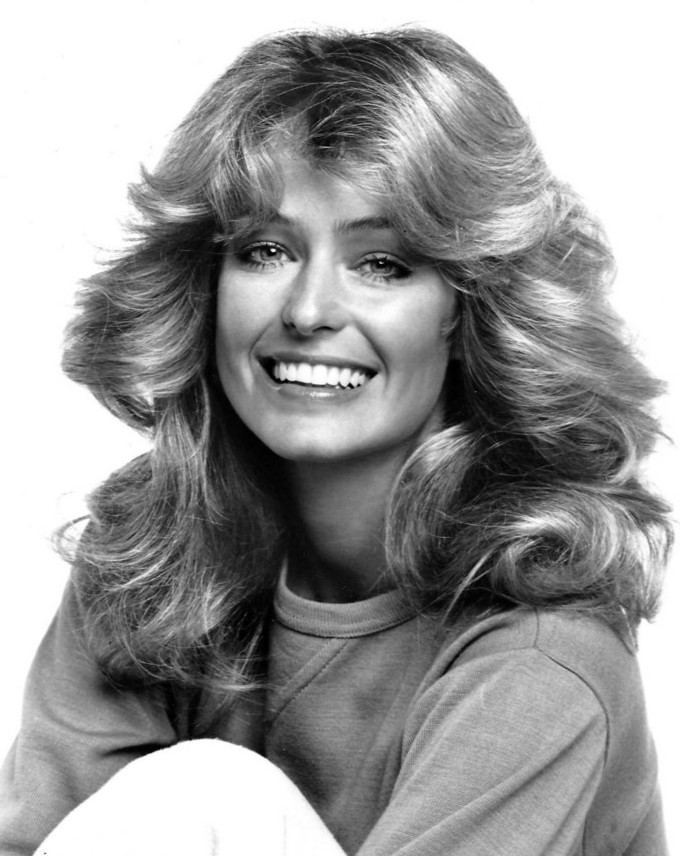
Farrah Fawcett en 1977.

Un exemple célèbre de ce phénomène fut la coiffure de Farrah Fawcett, telle qu'elle la portait dans l'émission de télévision américaine Charlie's Angels dans les années 1970. Une autre coupe populaire à cette époque était celle courte : Purdey, adoptée par l'actrice Joanna Lumley pour son rôle du même nom dans la série télévisée Chapeau melon et bottes de cuir ; et la coiffure Wedge courte de Dorothy Hamill.
D'autres exemples de cette période incluent la Bo Derek (cheveux tressés avec des perles, portés dans le film Elle, en 1979) ; et plus tard la Rachel du coiffeur Chris McMillan (d'après la coupe du personnage joué par Jennifer Aniston dans la série Friends). La « coupe Deneuve » du coiffeur Charlie, un court volumineux, apparait en 1991 et relance la carrière de l'actrice.

### Années 2000 et 2010
Plus récemment, les nouvelles coiffures homonymes incluent le Pob (Posh + Bob) nommé d'après Victoria “Posh” Beckham (qui était en 2007 la deuxième coupe la plus demandée après la « Rachel ») ; et la Dido flip, un « shag agité » associé à la chanteuse Dido au début du XXe siècle.
En 2006, The Times nota la transformation sur plusieurs années dans la coiffure de Ioulia Tymochenko, ancienne première ministre de l'Ukraine. Des instructions illustrées pour la refaire la chevelure blonde tressée en couronne, y était incluses sous le titre « Comment faire la Yuliya »[source insuffisante].
En 2009, la coiffure la plus demandée par les femmes était le look « Gossip Girl » porté par l'actrice Blake Lively. Plus récemment en 2016, le micro-carré orangé réalisé par Guido Palau pour le mannequin Katie Moore lors du défilé Alexander Wang associe automatiquement cette coupe au nom de la jeune fille.

## Coiffures masculines
Un des premiers exemples d'une coiffure homonyme masculine pourrait être celle du cinquième Duc de Bedford. En 1795, le gouvernement britannique impose une taxe sur les cheveux poudrés. Comme une forme de protestation, Bedford abandonne la perruque poudrée que portaient habituellement la haute société en faveur d'une coupe courte sans poudre, pariant avec ses amis s'ils oseraient faire de même. Ce nouveau style, appelé Bedford Level, un jeu de mots sur une caractéristique géographique de The Fens, connu sous le nom Bedford level et en référence aux opinions radicales de Bedford (qui était un leveller)[source insuffisante]. Cette coupe est aussi nommée Bedford Crop. Bien que naturelle, la Bedford crop était généralement stylisée avec de la cire pour former les côtés.

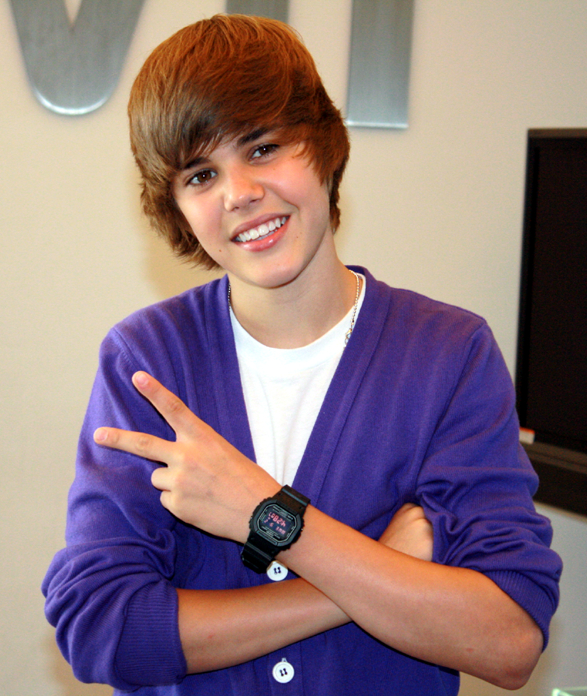
Justin Bieber en 2009.

Le cover-band les Crew-cuts ont été les premiers à lier les coiffure à la musique pop, dont ils appellent les styles en référence aux coupes de leurs auteurs. Le mop-top ou coupe Beatles des années 1960 (d'après le groupe de rock du même nom) est un exemple célèbre et largement copié par les hommes.
Au début des années 1970, le chanteur David Bowie a popularisé la Ziggy cut, un « mulet » orange-rouge associé à l'image androgyne qu'il a promu à travers ses albums The Rise and Fall of Ziggy Stardust et les Araignées de Mars (1972) et Aladdin Sane (1973). Dans la mesure où David Bowie assumait sa personnification du personnage de Ziggy Stardust, la « coupe Ziggy » peut être considérée, du moins partiellement, comme une coiffure homonyme.
À la fin des années 1990, avec le succès de Urgences, George Clooney popularisa la coupe César portée par son personnage, le Dr Doug Ross. Ce style avait l'avantage d'aller aussi bien aux jeunes qu'aux vieux et la couleur poivre et sel unique de George Clooney l'aida à la rendre très populaire.
Plus récemment, les coupes des footballers ont majoritairement inspiré la mode capillaire masculine. Depuis les années 1980, David Beckham a donné lieu à de nombreuses copies, mais la définition d'une coupe Beckham changeait en fonction de son style du moment (buzz, Fauxhawk...)[source insuffisante].
Un exemple plus spécifique est la Sawyer, d'après James “Sawyer” Ford, le personnage joué par Josh Holloway dans la série Lost (2004-2010), ou la coupe décoiffée avec une large mèche Bieber qu'arborait le chanteur à ses débuts en 2008. Certains salons de coiffure facturaient à l'époque jusqu'à 150 $ pour reproduire ce look. Lorsque Justin Bieber l'abandonna en 2011, il fit l'objet d'innombrables articles de presse. Il donna son « scalp » de cheveux à l'animatrice de talk-show Ellen DeGeneres, qui les mis aux enchères sur EBay et remporta plus de 40 000 $ pour une œuvre de charité animalière.

### Source
- Claire Dhouailly, « Tout est dans la coupe », L'Express Styles, no supplément à L'Express n° 3405,‎ 5 octobre 2016, p. 48 à 51